# 埃迪·米爾斯
埃迪·米爾斯（Eddie Mills，1972年12月30日—）是美國的一位演員。他最著名的作品是在電視劇不毛之地中飾演Vandy角色。他也出演過一些電影。